# Тербінафін
Тербінафін (Ламізил (Lamisil)) — синтетичний протигрибковий препарат, що належить до групи аліламінів для перорального та місцевого застосування. Препарат розроблений компанією «Novartis» та застосовується із 1990 року.

## Фармакологічні властивості
Тербінафін — синтетичний протигрибковий препарат, що належить до групи аліламінів широкого спектра дії. Препарат має переважно фунгіцидну дію, що полягає в інгібуванні синтезу стеролів у клітинах грибків шляхом інгібування ферменту скваленепоксидази, що приводить до пошкодження клітинних мембран грибків. До препарату чутливі грибки Candida spp.; Cryptococcus neoformans; Microsporum spp.; Trichophyton spp.; Blastomyces dermatitides; Pityrosporum orbiculare; Histoplasma capsulatum; Aspergillus spp. У зв'язку з особливостями фармакодинаміки клінічне значення має активність тільки до збудників дерматомікозів.

### Фармакокінетика
Тербінафін добре всмоктується зі шлунково-кишкового тракту, біодоступність при пероральному прийманні непостійна у зв'язку з ефектом першого проходження через печінку і складає 40—80% по різних дослідженнях. Максимальна концентрація в крові досягається протягом 2 годин. Препарат створює високі концентрації у багатьох тканинах та рідинах організму, найбільше накопичується в роговому шарі шкіри, підшкірній клітковині та нігтях. При місцевому застосуванні всмоктування препарату становить не більше 5%. Препарат проникає через плацентарний бар'єр та виділяється в грудне молоко. Тербінафін метаболізується в печінці з утворенням неактивних метаболітів. Препарат виділяється з організму переважно з сечею. Період напіввиведення препарату становить 11-17 годин, при нирковій та печінковій недостатності цей час може збільшуватись.

## Показання до застосування
Тербінафін застосовується при оніхомікозі, мікозах волосистої частини голови, грибкових інфекціях шкіри (тулуба, стоп, кистей, гомілок), а також кандидозі шкіри.

## Побічна дія
При застосуванні тербінафіну нечасто можуть спостерігатись наступні побічні ефекти: свербіж та гіперемія шкіри (частіше при місцевому застосуванні), біль та важкість в епігастрії, нудота, діарея, зниження апетиту, холестаз, порушення смаку, нейтропенія.

## Протипокази
Тербінафін протипоказаний при підвищеній чутливості до алліламінів, важкій печінковій та нирковій недостатності, захворюваннях крові, пухлинах, хворобах судин кінцівок, вагітності, годуванні грудьми, дітям до 3 років.

## Форми випуску
Тербінафін випускається у вигляді таблеток по 0,25 г; 1% крему для зовнішнього застосування по 15 г та 1% спрею для зовнішнього застосування по 30 г.